# 大橋孝至
大橋 孝至（おおはし たかよし、1941年3月 - 2009年3月9日）はマツダスピードの専務取締役、レース監督である。

## 略歴
- 1941年3月 - 東京で生まれた。学習院大学卒業後、古我信生に師事してモータースポーツ活動を始めた。
- 1966年から1967年 - 全日本選手権レースに出場した。この年、関東以北での販売に弱点を持っていたマツダ営業本部は伊藤暢英を山梨県以北の担当部長に任命した[1]。
- 1968年 - 古我信生は伊藤暢英にレースの重要性を説き、営業畑の伊藤暢英は理解できなかったが、古我の弟子を世話することとなり、大橋がマツダオート東京（現関東マツダ）内にスポーツ相談室を開設することになった[1]。
- 1973年 - 加藤眞率いるシグマ・オートモーティブ（現サード）がル・マン24時間レースに初参戦する際、大気浄化法のあおりを受けてモータースポーツから手を引いたトヨタ自動車の代わりにマツダのエンジンを使うことになり、マツダオート東京が整備を担当することになったが、加藤がマツダオート東京に電話をかけて緊急のパーツ手配依頼をし、これを大橋が受けたところから加藤と知り合った[1]。
- 1974年 - 高月院にて加藤眞に依頼されチーム運営を担当[1]する形でシグマ・オートモーティブと共同でル・マン24時間レースに初参戦した。
- 1979年 - マツダオート東京を率いてル・マン24時間レースに参加したが予選も通過できなかった[1]。
- 1980年 - 前年の惨敗に衝撃を受け、ル・マン24時間レースへの参加は見合わせた[1]。
- 1981年 - トム・ウォーキンショーとの共同でル・マン24時間レースに参戦した[1]。
- 1982年 - ル・マン24時間レースで初完走を果たした[1]。
- 1983年 - マツダスピード設立に伴い取締役に就任した[1]。ル・マン24時間レースには2台を参戦させ、総合12位クラス優勝、総合18位、クラス2位で完走した[1]。
- 1984年 - この当時取締役営業本部長で、寺田陽次郎が営業部次長であった[1]。
- 1991年 - ル・マン24時間レースで初優勝を果たし、これは日本車のル・マン24時間レース初優勝でもあった[1]。
- 1992年 - マツダスピードの専務取締役となった。
- 1998年 - マツダスピード解散、その後はトヨタチームサードの監督、トヨタモータースポーツGTアドバイザー、日本自動車連盟（JAF）モータースポーツ審議委員などを務めた。
- 2009年3月9日 - 病死。